# Rhomboda dennisii
Rhomboda dennisii är en orkidéart som beskrevs av Paul Ormerod. Rhomboda dennisii ingår i släktet Rhomboda och familjen orkidéer. Inga underarter finns listade i Catalogue of Life.